# Лиспол
Лиспол (англ. Lispole; ирл. Lios Póil, Лис-Поль) — деревня в Ирландии, находится в графстве Керри (провинция Манстер).  Является частью Гэлтахта.
Население — 768 человек (по переписи 2006 года). 